# 더 테밍 오브 더 스카운드럴
더 테밍 오브 더 스카운드럴(Il bisbetico domato, The Taming of the Scoundrel)은 이탈리아에서 제작된 쥬세페 모시아 감독의 1980년 코미디, 멜로/로맨스 영화이다. 아드리아노 셀렌타노 등이 주연으로 출연하였다.

## 출연

### 주연
- 아드리아노 셀렌타노
- 오르넬라 무티